# مادام لو
مادام لو (انگلیسی: Madame Lu) فیلمی صامت به کارگردانی فرانتس هوفر محصول سال ۱۹۲۹ کشور آلمان است.